# ليجا ديكميجيري
ليجا ديكميجيري (باللاتفية: Līga Dekmeijere)‏ مواليد 21 مايو 1983 في ريغا، الاتحاد السوفيتي، هي لاعبة كرة مضرب لاتفية. أعلى تصنيف لها في الفردي كان 287. بينما أعلى تصنيف لها في الزوجي هو 54.

## الخط الزمني للزوجي
مفتاح
| ف | ن | ن.ن | ر.ن | د# | د.م | ل | أ.أ | ت | غ | ب | ف | ذ | م.خ | ل.ت |

(ف) فاز بالبطولة (ن) وصل النهائي (ن.ن) نصف النهائي (ر.ن) ربع النهائي (د#) الأدوار الأربعة الأولى (د.م) دور المجموعات (ل) شارك في كأس ديفيز (أ.أ) خرج من الأدوار الاولى (ت) خسر التصفيات التأهيلية (غ) غاب عن الحدث أو البطولة (ب) حصل على ميدالية برونزية (ف) حصل على ميدالية فضية (ذ) حصل على ميدالية ذهبية (م.خ) بطولة الماسترز خُفضت إلى مرتبة أقل (ل.ت) البطولة لم تعقد في السنة المعينة.
لتجنب الارتباك وازدواجية الحساب، يتم تحديث هذه المعلومات إما في نهاية البطولة، أو عندما تكون مشاركة اللاعب في البطولة قد انتهت.
| الدورة            | 2005 | 2006 | 2007 | 2008 | 2009 | 2010 | 2011 | 2012 | 2013 | 2014 | ف-خ   |
| ----------------- | ---- | ---- | ---- | ---- | ---- | ---- | ---- | ---- | ---- | ---- | ----- |
| أستراليا المفتوحة | د2   | د1   |      |      | د1   | د2   | د2   | د1   | د1   | د1   | 3–8   |
| فرنسا المفتوحة    |      | د2   |      |      | د1   |      | د2   | د3   | د2   |      | 5–5   |
| بطولة ويمبلدون    |      | د1   |      |      | د1   | د1   |      | د2   | د1   |      | 1–5   |
| أمريكا المفتوحة   | د1   | د1   | د1   | د2   | د2   | د1   | د2   | د2   | د2   |      | 5–9   |
| فوز-خسارة         | 1–2  | 1–4  | 0–1  | 1–1  | 1–4  | 1–3  | 3–3  | 4–4  | 2–4  |      | 14–27 |

## وصلات خارجية
- ليجا ديكميجيري على موقع رابطة محترفات التنس (الإنجليزية)
- ليجا ديكميجيري على موقع الاتحاد الدولي لكرة المضرب (الإنجليزية)
- ليجا ديكميجيري على موقع كأس بيلي جين كينغ (الإنجليزية)
- ليجا ديكميجيري على موقع خلاصة التنس.كوم (الإنجليزية)

- الموقع الرسمي